# Gillian B. Loeb
Gillian Loeb est un personnage de fiction de l'univers de DC Comics créé par Frank Miller et David Mazzucchelli en 1987. C'est le commissaire de police de la ville de Gotham City.
Il apparaît pour la première fois dans Batman # 404.

## Biographie fictive
Gillian Loeb est le commissaire de police de Gotham City, corrompu et influencé par le gangster Carmine Falcone ; il est méfiant à l'égard de son collègue James Gordon. Il entreprendra des poursuites à l'égard de Batman à ses débuts, pensant qu'il représente un immense danger. Il est tué par le Tueur au Pendu dans Amère Victoire (Dark Victory).

## Autres adaptations
- Le commissaire Loeb est joué par l'acteur anglais Colin McFarlane dans les deux premiers films de la trilogie de Christopher Nolan. C'est un homme brave et orgueilleux mais très inconscient face à la corruption de la police. Dans Batman Begins, il annonce au jeune Bruce Wayne que le meurtrier de ses parents a été interpellé. Des années après, alors que Batman livre Carmine Falcone aux autorités, il témoigne de sa jalousie envers le justicier. Dans The Dark Knight (2008), il est moins réticent face aux actions du héros et promu Gordon au poste d'une unité spéciale. Il meurt empoisonné par le Joker.
- Il est joué par Peter Scolari dans la série télévisée Gotham.
- Il fait aussi une brève apparition au début du jeu vidéo Batman: Arkham Origins, où il se fait jeter dans la chambre d'exécution de la prison de Blackgate et gazer par Black Mask.